# Geschiedenis van Noord-Macedonië
Noord-Macedonië ontstond als Republiek Macedonië op 8 september 1991 na een referendum over onafhankelijkheid van het voormalige Joegoslavië. Tot dat moment was Macedonië een van de deelrepublieken van Joegoslavië.

## Voorgeschiedenis

### Oudheid
In de oudheid werd het grootste gedeelte van de Republiek Macedonië Paeonië genoemd. Deze regio werd van oudsher bewoond door Thracische en Illyrische stammen.
Het zuiden van de Republiek Macedonië grenst gedeeltelijk aan het noordelijke uiteinde van het klassieke Griekse Macedonië. Dat gebied werd bewoond door stammen die een Dorisch dialect Grieks spraken. Zij vestigden een staat Macedonië (eerste koning Caranus van Macedonië (808-778)) die onder Alexander de Grote (356 – 323 v.Chr.) een grote rol in de wereld van de oudheid zou spelen. Perseus van Macedonië was laatste heerser over Macedonië. In 168 v.Chr. werd het gebied door de Romeinen ingenomen en tot een provincie (zie ook Romeinse provincie Macedonië) gemaakt. Het werd later deel van het Byzantijnse rijk.

### Middeleeuwen
Verschillende Slavische stammen drongen samen met de oorspronkelijk Turkssprekende Bulgaren omstreeks 600 n.Chr. in het zuidelijk deel van de Balkan, waaronder Macedonië door. Er volgde een lange strijd om de macht met de keizers van Constantinopel, waarin de Slaven beurtelings onderworpen en weer de baas waren. De eertijds heidense stammen werden tot het orthodoxe christendom bekeerd.
In de bloeitijd van Basileios I was het Byzantijnse gezag weer tot aan de Donau erkend. Ook was er in deze periode onder de Macedonische dynastie veel belangstelling voor klassieke geleerdheid (Macedonische renaissance). Na de Slag van Manzikert verslapte de greep van de keizers op de Slavische buren weer. Door de Vierde Kruistocht van 1204 en de versplintering die de stichting van het Latijnse Keizerrijk teweegbracht werd dit nog versterkt. Hierdoor konden weer machtige Slavische staten ontstaan. Zo annexeert Servië in 1345 onder Stefan Uroš IV Dušan Macedonië en een deel van Thracië. Rond dezelfde tijd drongen echter de Turken door in het gebied, en brachten het in de jaren 1370 onder hun bewind,
In 1366 dwong Murat I de Servische tsaar Stefan Uroš V belasting te betalen na hem bij Samakovo te hebben verslagen. In 1371 volgde de slag aan de Marićka, waarbij Murats leger een veel groter Hongaars-Servisch-Bulgaars leger versloeg. Een groot deel van de zuidelijke Balkan was nu in handen van de Turken. In 1381 veroverden de Turken Sofia.
Maar het Slavische karakter van de bewoners van de streek die nu de Republiek Macedonië vormt zou niet meer veranderen. Ook het orthodoxe karakter bleef bewaard, hoewel er wel een moslimminderheid is. In de aangrenzende streek die nu deel van Griekenland uitmaakt wordt nog wel steeds Grieks gesproken.

### Ottomaanse periode
Het gebied was onderdeel van het Ottomaanse Rijk tussen de tweede helft van de veertiende eeuw en 1912. Tussen 3 en 13 augustus 1903 bestond er in het zuidwesten, rond de stad Krusevo de Republiek Krusevo.

### 1912-1944

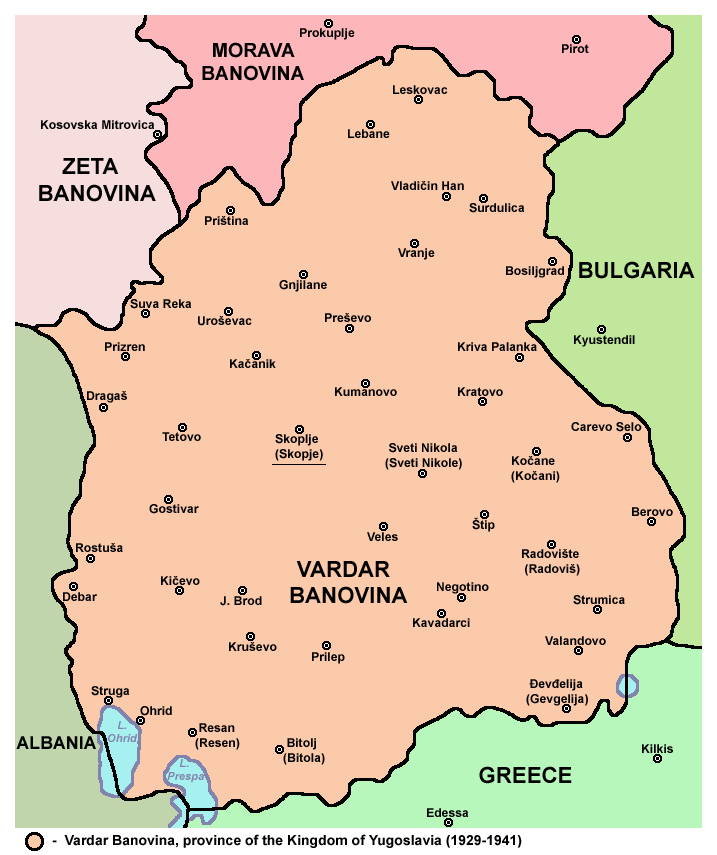
De banovina (provincie) Vardar

In 1912 werd het grondgebied van de latere republiek, tijdens de Eerste Balkanoorlog veroverd door koninkrijk Servië. Dit was nog buiten Strumica en omgeving, dat in 1919 door Bulgarije aan Servië moest worden afgestaan (Verdrag van Neuilly).
Van 1918 tot 1929 was Macedonië als deel van Servië onderdeel van het Koninkrijk der Serven, Kroaten en Slovenen. Vanaf 1929 kwam het automatisch bij het Koninkrijk Joegoslavië en vormde het zuidelijke deel van de Banovina Vardar.

### 1945-1991
Na de Tweede Wereldoorlog werd het gebied onderdeel van de staat Joegoslavië. In 1946 werd het grootste, zuidelijke deel van de voormalige Banovina een autonome republiek onder de naam Volksrepubliek van Macedonië, in 1963 hernoemd naar de Socialistische Republiek Macedonië.

## Onafhankelijkheid
De Republiek Macedonië als zodanig is ontstaan op 8 september 1991 na een referendum over onafhankelijkheid van het voormalige Joegoslavië.
Vrijwel meteen drong Griekenland er bij de internationale gemeenschap op aan om het verschil tussen de twee 'Macedoniën' duidelijk naar voren te laten komen. Daarom is in de Verenigde Naties bepaald dat Macedonië in het internationale verkeer als 'Voormalige Joegoslavische Republiek Macedonië' (in het Engels Former Yugoslav Republic of Macedonia of afgekort als F.Y.R.O.M.) wordt aangeduid. De Grieken noemen het land ΠΓΔΜ (spreek uit: poe-ghoe-dhoe-moe), de Griekse afkorting voor F.Y.R.O.M., of simpelweg Skopje, naar de hoofdstad van het land.
Nederland gaf na het referendum aan Macedonië te willen erkennen onder de simpele naam Macedonië, maar trok deze verklaring weer in na een Griekse boycot van Nederlandse producten. Nederland erkende de staat daarna, zij het officieel 'tijdelijk', onder de officiële naam Voormalige Joegoslavische Republiek Macedonië. In de Nederlandse omgangstaal wordt echter nog steeds de eenvoudige vorm 'Macedonië' gebruikt.

## Na de onafhankelijkheid
De nieuwe republiek Macedonië ondervond weinig tot geen gevolgen van de Oorlogen in Joegoslavië begin jaren 90. Dat veranderde toen in 1998 een extreem-nationalistische orthodoxe regering onder premier Gregoriefski aan de macht kwam en bovendien oorlog uitbrak in Kosovo. Veel etnische Albanezen vluchtten uit Kosovo, van wie een deel naar Macedonië waar al een etnisch-Albanese minderheid woonde. De Albanezen in Macedonië, georganiseerd in de UCK-M, streefden naar onafhankelijkheid. Dit leidde ertoe dat er in 2001 in Macedonië een korte maar hevige strijd woedde tussen etnische Albanezen en het Macedonische regeringsleger. Als gevolg hiervan stopte het geweld en werd door Macedonische en etnisch-Albanese leiders het Akkoord van Ohrid ondertekend.
Besloten werd dat de NAVO zou assisteren bij het innemen van de wapens van de etnische Albanezen. Deze missie kreeg de naam Task Force Harvest (oogst). De NAVO werd gevraagd om Macedonië na beëindiging van TFH te ondersteunen bij het vredesproces en de parlementsverkiezingen van 15 september 2002. Hierop stationeerde de NAVO de vredesmacht Task Force Fox in Macedonië. Op verzoek van de Macedonische autoriteiten zonden de Organisatie voor Veiligheid en Samenwerking in Europa (OVSE) en de “European Union Monitoring Mission” (EUMM) ongeveer 750 extra verkiezingswaarnemers. Nadat de verkiezingen naar tevredenheid verlopen waren werd deze missie opgevolgd door een kleinere EU-vredesmacht "Concordia", die later weer werd opgevolgd door een EU-politiemissie met de naam "Proxima", die anno 2005 nog steeds actief is.
In juni 2018 bereikten de regeringen van Macedonië en Griekenland een voorlopig compromis over de naam 'Republiek Noord-Macedonië' en sinds 12 februari 2019 heet het land officieel Noord-Macedonië.